# Escola de Vela Tradicional da Ilha de Arousa
A Escola de Navegação Tradicional “Dorna” da Ilha de Arousa (ENT) é uma associação vinculada à Federação Galega de Cultura Marítima e Fluvial (FGCMF), filial da ACD Dorna da ilha de Arousa, com a que coorganizam o Culturmar. Foi inaugurada oficialmente em 15 de junho de 2001.

## História
Esta escola ministra cursos de dorna a vela na praia do Bao, localizada logo após a ponte da Ilha de Arousa. O seu objectivo é que a cultura da vela tradicional galega não desapareça e que permaneça como experiência de lazer. Os cursos decorrem no verão, de finais de maio a meados de setembro, e consistem em aulas teóricas de tecnologia de navegação, partes da embarcação e seu cordame, e aulas mais práticas a bordo das dornas à vela.
Suas atividades também incluem a navegação em outras embarcações tradicionais como a lancha jeiteira, a buceta ou os chamados 'galeões da Ria'.
Iniciam a temporada todos os anos no 17 de maio, Dia das Letras Galegas, com a Travesía das Letras Galegas, ligando a homenagem do escritor homenageado à cultura tradicional do mar. Nesse dia são lançadas as novas dornas. A Escola conta com três embarcações recém-construídas: uma buceta ("Laranha"), uma dorna de tope ("Peça de Rabo") e uma dorna polbeira. Possui também outros barcos restaurados, como oito polbeiras, bem como uma 'lancha de relinga' ("Nova Marina", cedida pela Xunta de Galicia) e 22 polbeiras doadas por particulares.
Desde 2014, conta com um total de mais de 50 embarcações, que são restauradas graças à fórmula de patrocínio ou "apadrinhamento" de navios.